# Zerconidae
Zerconidae es una familia de ácaros perteneciente al orden Mesostigmata.

## Géneros
La familia contiene los siguientes géneros:
- Acoesejus Selinick, 1941
- Aleksozercon A. D. Petrova, 1978
- Allozercon C. Blaszak, 1984
- Amerozercon Halasková, 1969
- Aspar Halasková, 1977
- Aquilonozercon V. Halasková, 1979
- Bakeras C. Blaszak, 1984
- Bledas Halasková, 1977
- Carpathozercon P. G. Balan, 1991
- Caurozercon Halasková, 1977
- Cosmozercon C. Blaszak, 1981
- Echinozercon C. Blaszak, 1975
- Eurozercon V. Halasková, 1979
- Hypozercon C. Blaszak, 1981
- Indozercon C. Blaszak, 1978
- Kaikiozercon V. Halasková, 1979
- Koreozercon V. Halasková, 1979
- Krantzas C. Blaszak, 1981
- Lindquistas C. Blaszak, 1981
- Macrozercon Blaszak, 1975
- Mesozercon Blaszak, 1975
- Metazercon Blaszak, 1975
- Microzercon Blaszak, 1975
- Mixozercon Halasková, 1963
- Monozercon C. Blaszak, 1984
- Neozercon Petrova, 1977
- Paleozercon Blaszak, Cokendolpher & Polyak, 1995
- Parazercon Trägårdh, 1931
- Parhozercon C. Blaszak, 1981
- Polonozercon C. Blaszak, 1979
- Prozercon Sellnick, 1943
- Rafas C. Blaszak, 1979
- Skeironozercon Halasková, 1977
- Syskenozercon Athias-Henriot, 1977
- Triangulazercon Jacot, 1938
- Trizerconoides Jacot, 1938
- Xenozercon Blaszak, 1976
- Zercon C.L.Koch, 1836